# 奧庫馬爾區

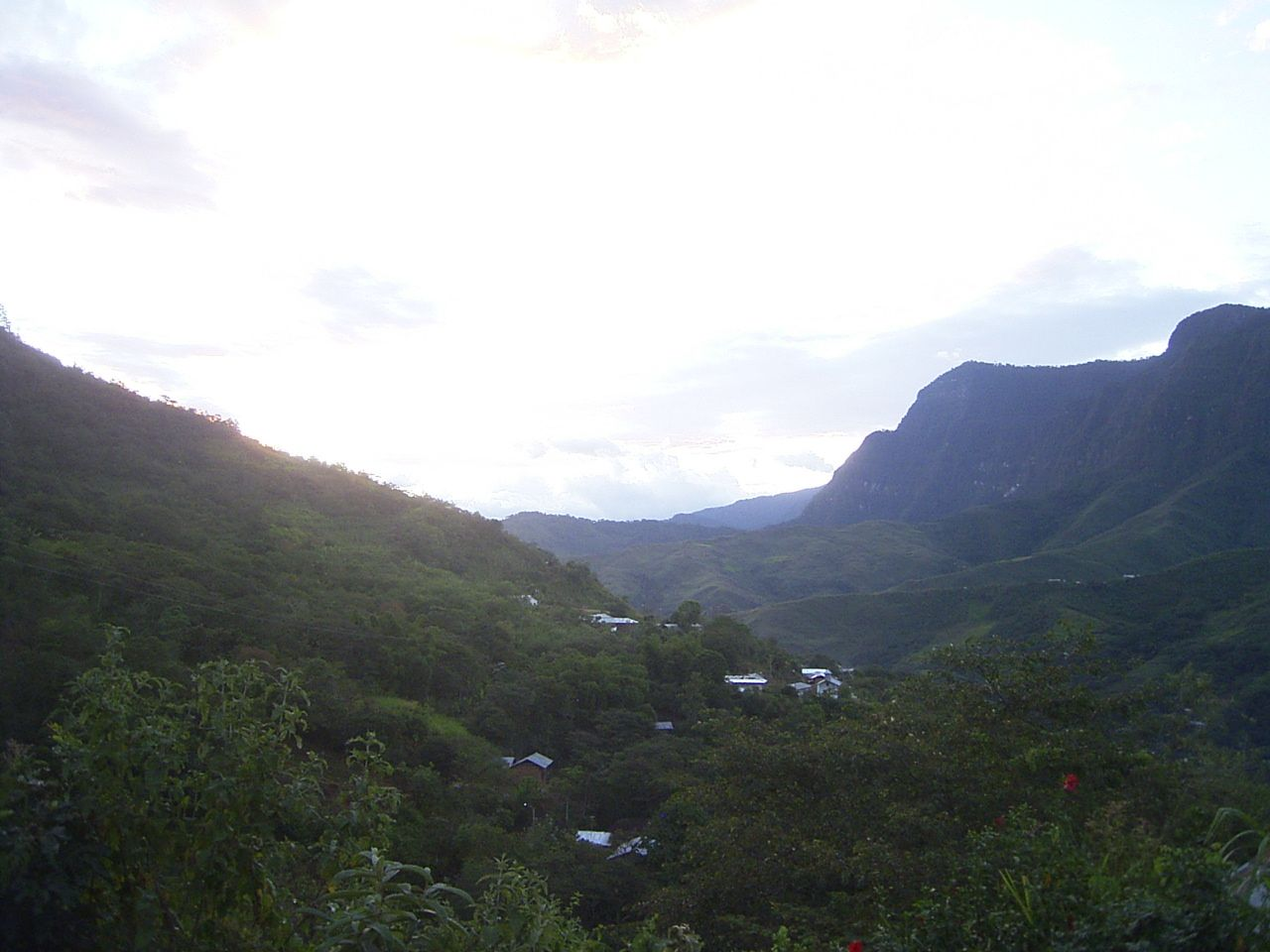

6°25′01″S 78°07′01″W / 6.41694°S 78.11694°W
奧庫馬爾區（西班牙語：Distrito de Ocumal），是秘魯的一個區，位於該國北部亞馬遜大區的盧亞省，始建於1861年2月5日，面積235.9平方公里，2005年人口3,846，人口密度每平方公里16.3人。